# Tg Stan

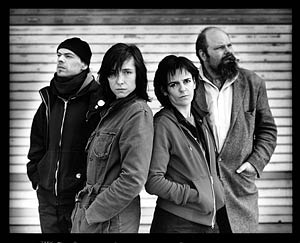
La compagnie Tg STAN avec, de gauche à droite, Frank Vercruyssen, Sara De Roo, Jolente De Keersmaeker et Damiaan De Schrijver.

Tg Stan, souvent écrit Tg STAN ou tg STAN, voire simplement en STAN, est un collectif de théâtre belge flamand formé en 1989 à Anvers en Belgique. Orienté vers la création théâtrale formelle d'avant-garde, voire expérimentale, le collectif flamand s'attache à un répertoire varié allant des auteurs classiques, aux modernes russes ou suédois du XIXe siècle, jusqu'aux créations de dramaturges contemporains, en s'attachant souvent à mettre en place des collaborations avec d'autres compagnies théâtrales ou chorégraphiques.

## Nom de la compagnie
« Tg » est l'abréviation de Toneelspelersgezlhap (signifiant en néerlandais « compagnie d'acteurs ») et « STAN » est l'acronyme de Stop thinking about names (se traduisant par « Cessez de penser aux noms »),. Ce nom a été choisi afin de marquer l'importance du collectif d'acteurs sur l'individuel et l'absence de hiérarchie ou de fonctions précises dévolues à chacun au sein du groupe.

## Historique
Tg STAN est fondé en 1989 par Frank Vercruyssen, Waas Gramser (remplacé après quelques semaines par Sara De Roo), Jolente De Keersmaeker et Damiaan De Schrijver, quatre étudiants du Conservatoire d'Anvers ne voulant pas intégrer des compagnies théâtrales existantes.
Leurs créations très contemporaines, interprétées principalement en néerlandais mais également en français et en anglais, sont également réalisées en collaboration avec d'autres groupes théâtraux ou compagnies de danse comme Dito'Dito, Maatschappij Discordia, Dood Paard, Compagnie de Koe et compagnie Rosas (d'Anne Teresa De Keersmaeker).

## Membres actuels

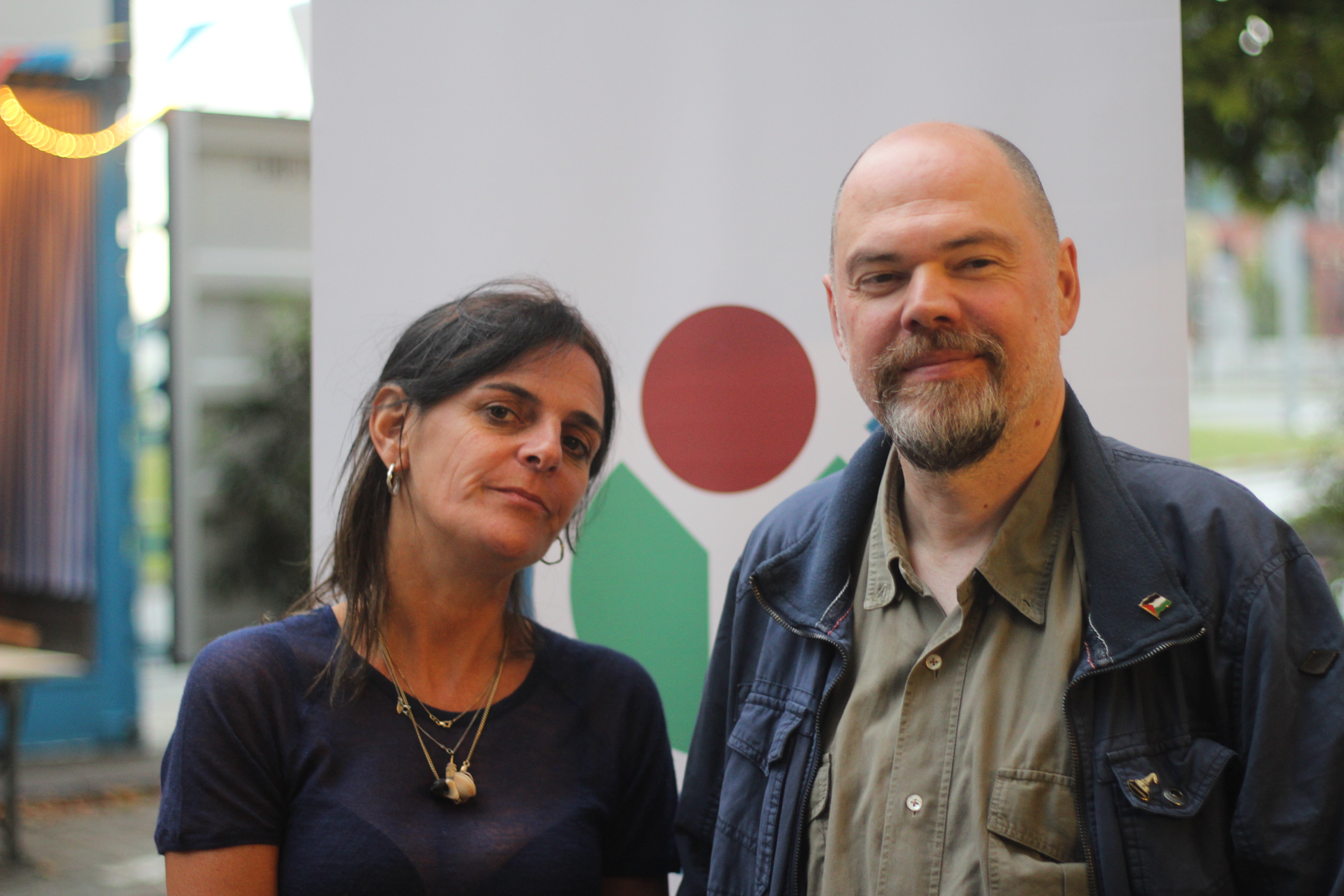
Jolente De Keersmaeker et Frank Vercruyssen de Tg STAN pendant le Het Theaterfestival 2017 au Kaaitheater de Bruxelles.

En 2018 le collectif est composé de :
- Jolente De Keersmaeker ;
- Damiaan De Schrijver ;
- Frank Vercruyssen.

## Créations
- 1989 : Jan, scènes uit het leven op het land
- 1989 : Acheter de canapé/Yvonne
- 1990 : Witold/Maagdelijkheid d'après Maagdelijkheid de Witold Gombrowicz
- 1990 : Van geen belang d'après A Woman of No Importance d'Oscar Wilde
- 1990 : Rosalinde d'après As You Like It de William Shakespeare
- 1991 : Het is nieuwe maan en het wordt aanzienlijk frisser, d'après Georg Büchner et Thomas Bernhard
- 1991 : Brigitje d'après De krabbekoker de Félix Timmermans
- 1992 : Ernst d'après The importance of Being Earnest d'Oscar Wilde
- 1992 : Restauratie
- 1992 : Ivanov d'après Anton Tchekhov
- 1993 : 1794 d'après Dantons dood de Georg Büchner
- 1993 : De kluchtzangers de Willy Thomas
- 1993 : JDX - A Public Enemy  d'après Henrik Ibsen
- 1993 : De Vere
- 1993 : Mazurka d'après Mazurka voor twee doden de Camilo José Cela
- 1993 : Gewoon ingewikkeld d'après Einfach Kompliziert de Thomas Bernhard
- 1994 : The Answering Machine de Finn Iunker
- 1994 : De Laatsten d'après des textes de Maxime Gorki
- 1994 : Maten d'après  Measure for Measure de William Shakespeare
- 1995 : Heartbreak House textes de George Bernard Shaw
- 1995 : Als werkelijkheidszin bestaat moet mogelijkheidszin ook bestaan d'après De fantasten de Robert Musil
- 1995 : Kleine bezetting  de Jolente De Keersmaeker et Willy Thomas
- 1995 : Pick-up de Gerardjan Rijnders
- 1995 : Echec de Wanda Reisel
- 1995 : True West de Sam Shepard
- 1995 : Opstand d'après de textes de Villiers de L'Isle-Adam
- 1995 : Lieve Arthur  de Judith Herzberg
- 1996 : One 2 Life d'après les lettres de G.L. Jackson
- 1996 : Oude Meesters, textes de Thomas Bernhard
- 1996 : Pick-up/Kanker, textes de Gerardjan Rijnders
- 1996 : Stukgoed, a beau mentir qui vient de loin textes de Peter Handke
- 1997 : Private Lives, textes de Noël Coward
- 1998 : My dinner with André, textes d'André Gregory et Wallace Shawn
- 1998 : Point Blank d'après Platonov d’Anton Tchekhov
- 1998 : De misantroop, d'après Molière
- 1998 : DeSchrijver DeKoning, textes de Karl Valentin
- 1999 : In Real Time, textes de Gerardjan Rijnders en collaboration avec Anne Teresa De Keersmaeker
- 1999 : Backstage, textes d'Oscar van Woensel
- 1999 : De doos van Pandora
- 1999 : Aanvankelijk onder de naam Stella, d'après Stella de Johann Wolfgang von Goethe
- 1999 : La Carta d'après El Castillo de la Carta cifrada de Javier Tomeo
- 1999 : Alles is rustig, textes d'Thomas Bernhard
- 1999 : Quartett, textes d'Heiner Müller
- 2001 : Lucia smelt, textes d'Oscar van den Boogaard
- 2001 : Du serment de l'écrivain du roi et de Diderot, textes de Denis Diderot
- 2001 : Les Antigones d'après les pièces de Jean Cocteau et Jean Anouilh
- 2002 : Salut les filles! d'après des textes d'Éric Rohmer et Rob De Graaf
- 2002 : Trois sœurs d'après Anton Tchekhov
- 2003 : Voir et voir, textes de Gerardjan Rijnders
- 2003 : Poquelin, d'après Molière
- 2003 : En quête d'après de textes de Max Frisch, Raymond Carver, Hanif Kureishi, Haruki Murakami, Jamal Naji
- 2004 : De Kerstman d'après Le père Noël est une ordure de la troupe du Splendid
- 2004 : The Monkey Trial d'après The Scopes Trial
- 2005 : L'Avantage du doute, textes de Bertolt Brecht
- 2005 : Anathema, textes de José Luís Peixoto
- 2005 : Impromptu
- 2005 : Bérenice d'après Jean Racine
- 2005 : « Sauve qui peut » pas mal comme titre d'après Thomas Bernhard
- 2006 : Neoptolemos, textes de Koos Terpstra
- 2006 : Nusch, textes de Paul Éluard
- 2006 : Onomatopee
- 2006 : of/niet d'après Party Time d'Harold Pinter et Relatively Speaking d'Alan Ayckbourn
- 2007 : Het was zonder twijfel een ongeluk, textes de Marlen Haushofer
- 2007 : Le Chemin solitaire d'après Der Einsame Weg d'Arthur Schnitzler
- 2008 : blijf / weg d'après Thanásis Valtinós
- 2008 : We hebben een/het boek (niet) gelezen, d'après La Montagne magique de Thomas Mann
- 2009 : Impromptu XL / toestand
- 2009 : Stukken, d'après des textes de Saskia De Coster, Patricia De Martelaere, Tom Lanoye, Bart Moeyaert, Yves Petry et Annelies Verbeke
- 2009 : Brandhout. Een irritatie, textes de Thomas Bernhard
- 2010 : Les Estivants d'après Les Estivants de Maxime Gorki
- 2010 : Le Tangible, textes d'Etel Adnan, Samih al-Qâsim, Mourid al-Barghouti, John Berger et Mahmoud Darwich
- 2011 : Bedrog, d'après Trahisons d'Harold Pinter
- 2011 : Oogst, textes de Jef Lambrecht, Harold Pinter, William Shakespeare, Anton Tchekhov, Karl Valentin et Oscar Wilde
- 2011 : Decemberhonger, textes d'Oscar van den Boogaard
- 2012 : Beroemden
- 2012 : Nora d'après La Maison de poupée d'Henrik Ibsen
- 2012 : Mademoiselle Else d'après Fräulein Else d'Arthur Schnitzler
- 2013 : Het wijde land d'après Arthur Schnitzler
- 2013 : Eind goed al goed, d'après Thomas Bernhard
- 2013 : Scènes de la vie conjugale d'après le film homonyme d'Ingmar Bergman
- 2013 : Après la répétition d'après le film homonyme d'Ingmar Bergman
- 2014 : The Marx Sisters
- 2014 : Kunst d'après Yasmina Reza
- 2014 : Trahisons d'après Harold Pinter
- 2014 : Onomatopée
- 2015 : Alleen, texte de Fikry El Azzouzi
- 2015 : Wat/nu d'après Jon Fosse et Marius von Mayenburg
- 2015 : La Cerisaie d'après Anton Tchekhov
- 2017 : Art d'après Yasmina Reza au Théâtre de la Bastille à Paris (2-30 juin)[4]
- 2017 : The Way She Dies, texte de Tiago Rodrigues
- 2017 : Atelier
- 2022 : Poquelin II (L'Avare / Le Bourgeois gentilhomme), texte de Molière, Centre dramatique national Besançon Franche-Comté et tournée[5].